# José Ferreira (Radsportler)
José Ferreira de Amorin (* 19. Mai 1934 in Sanguedo (Venezuela)) ist ein ehemaliger venezolanischer Radrennfahrer.

## Sportliche Laufbahn
Ferreira war Straßenradsportler und Teilnehmer der Olympischen Sommerspiele 1960 in Rom. Im olympischen Straßenrennen kam er auf den 63. Rang. Der Straßenvierer aus Venezuela wurde im Mannschaftszeitfahren mit José Ferreira, Francisco Mujica, Arsenio Chirinos und Víctor Chirinos auf dem 23. Platz klassiert. Über sein weiteres Leben und seine sportlichen Erfolge ist nichts bekannt.